# 午餐的敦子
《午餐的敦子》（日语：ランチのアッコちゃん），是柚木麻子著作的短篇集。曾獲得2014年書店大獎。發行2個月後超過10萬本銷售量，最終銷售超過12萬本。2014年，續作《午後3時的敦子》（3時のアッコちゃん）出版。

## 電視劇
2015年5月12日至6月30日於NHK BS海外頻道播出，全劇共8集。

## 劇情概略
三智子在東京高潮物產派遣任職，沒個性的她常常被人呼來喚去，最近失戀而情緒消沉。能幹女上司敦子，平時雖不苟言笑，但渾身活力與幹勁。某天中午，敦子心血來潮地提議要與三智子交換午餐，要求三智子依照地圖標示，前往指定的地點用餐，於是，三智子開始了一週的「午餐大冒險」……

## 角色及演員
| 角色               | 演員       | 職務或身份           | 備註      |
| ------------------ | ---------- | -------------------- | --------- |
| 澤田三智子         | 蓮佛美沙子 | 高潮物產第四營業部員 |           |
| 黒川敦子           | 戶田菜穗   | 高潮物產第四營業部長 |           |
| 原田千尋           | 野呂佳代   | 高潮物產第四營業部員 |           |
| 笹山隆一郎         | 成田凌     |                      |           |
| 清水公子           | 堀内敬子   |                      |           |
| 山川部長           | 鶴見辰吾   |                      |           |
| 井川芳夫           | 田山涼成   |                      |           |
|                    | 濱野謙太   |                      |           |
|                    | 野中隆光   |                      |           |
| 洋太郎             | 白石隼也   | 三智子的前男友       | 客串第1集 |
| 賣三明治的攤販老闆 | 阿瑞爾未來 |                      | 客串第2集 |
| 「俾斯麥」的老闆   | 駿河太郎   |                      | 客串第3集 |
| 豬木沙織           | 真野恵里菜 |                      | 客串第4集 |
| 我孫子             | 朝倉禮生   | 護理師               | 客串第5集 |

## 外部連結
- 午餐的敦子－NHK BS海外頻道官方網站（页面存档备份，存于）
- 午餐的敦子－緯來日本台官方網站（页面存档备份，存于）